# Line Rosenvinge
Line Rosenvinge (født 1975 i Aarhus) er en dansk kunsthistoriker.
Hun er mag.art. i kunsthistorie fra Aarhus Universitet. Bosat i London 2005-2008. Blogger på Dagbladet Børsen 2006-2018 og klummeskribent for Kunsten.nu 2007-2018. Har skrevet for Altinget, Dagbladet Information og Weekendavisen, men trak sig august 2018 fra den offentlige kulturdebat. 
Arbejdede i 1990'erne internationalt  og har siden 2000 arbejdet med forretningsudvikling, kunst, kultur og erhvervssamarbejder . Skifter januar 2021 spor, uddanner sig til professionsbachelor i pædagogik med dagtilbudsspecialisering fra Københavns Professionshøjskole, arbejder som kunstpædagog og publicerer tekster om børn, dannelse og samtidskunst .

## Saloner
Rosenvinge har siden 2011 holdt salon i sit private hjem på Rahbeks Allé, Frederiksberg, med blandt andre billedkunstnerne Casper Aguila, Martin Erik Andersen, Kenneth Balfelt, Trine Boesen, Peter Bonde, Kaspar Bonnén, Peter Callesen, Claus Carstensen, Astrid Marie Christiansen, Thierry Geoffroy Colonel, claus ejner, Hesselholdt & Mejlvang, Ulla Hvejsel, Geo Jagunov, Per Bak Jensen, Simone Aaberg Kærn, Frederik Næblerød, Ahmad Siyar Qasimi, Hartmut Stockter, Maria Wandel, Kathrine Ærtebjerg .
Da kunsthistoriker og gallerist Anne Aarsland sammen med kunstner og influencer Mette Helena Rasmussen den 8. december 2017 arrangerede deres første salon i et privat hjem, inviterede de Rosenvinge til at holde åbningstalen og fortælle om den historiske baggrund med salonværtinder som Kamma Rahbek, Charlotte Schimmelmann og Friederike Brun. Rosenvinges tale blev siden publiceret i Dagbladet Børsen.

## Foreningsarbejde
Deltager efteråret 2017 i samlingen af kritikerforeninger på tværs af kunstarterne. Er som repræsentant for AICA Denmark medstifter af Forenede Kritikere og vælges som formand. De øvrige medstiftere er foreningerne Danske Filmkritikere, Litteraturkritikernes lav, Musikanmelderringen (klassisk), Foreningen af Danske Musikkritikere (rytmisk) og Foreningen Danske Teaterjournalister. Foreningen stiftes formelt den 3. januar 2018 og er til møde med kulturministeren den 10. januar 2018, som det omtales i Berlingske og Dagbladet Information